# Hermes DVS in het seizoen 1955/56
Het seizoen 1955/1956 was het tweede jaar in het bestaan van de Schiedamse betaaldvoetbalclub Hermes DVS. De club kwam uit in de Eerste klasse B en eindigde daarin op de eerste plaats. Dit hield in dat de club mocht meedoen in de nacompetitie voor twee plaatsen in de Eredivisie. Het team kwam niet verder dan de vijfde plaats wat inhield dat de club in het nieuwe seizoen uitkwam in de Eerste divisie.

## Wedstrijdstatistieken

### Eerste klasse B
|       | Baronie | Be Quick | Blauw-Wit | 't Gooi | Haarlem | Helmond | Heracles | Leeuwarden | LONGA | ONA   | Rheden | Wageningen | Zwolsche Boys |
| ----- | ------- | -------- | --------- | ------- | ------- | ------- | -------- | ---------- | ----- | ----- | ------ | ---------- | ------------- |
| Thuis | 2 – 1   | 3 – 1    | 2 – 1     | 4 – 0   | 5 – 4   | 1 – 1   | 1 – 1    | 0 – 2      | 3 – 2 | 2 – 0 | 2 – 1  | 7 – 0      | 2 – 0         |
| Uit   | 2 – 3   | 4 – 0    | 3 – 2     | 3 – 1   | 4 – 1   | 2 – 1   | 1 – 1    | 1 – 1      | 2 – 2 | 5 – 1 | 3 – 2  | 2 – 0      | 2 – 0         |

### Nacompetitie
| Speelronde 1                                                                                              | Hermes DVS                                                 | 2 – 0 (2 – 0)      | RCH                                                                       |
| 17 juni 1956 Plaats: Rotterdam Stadion Feijenoord Toeschouwers: 18.000 Scheidsrechter: Joop Martens       | Frans Mijnsbergen 9' Leo Janse 32'                         |                    |                                                                           |
| Speelronde 2                                                                                              | KFC                                                        | 2 – 1 (1 – 1)      | Hermes DVS                                                                |
| 21 juni 1956 Plaats: Amsterdam Olympisch Stadion Toeschouwers: 8.000 Scheidsrechter: Leo Horn             | Wim Hendriks 35' Piet Fleur 80'                            |                    | 1' Cock van der Tuijn                                                     |
| Speelronde 3                                                                                              | Hermes DVS                                                 | 0 – 4 (0 – 1)      | GVAV                                                                      |
| 27 juni 1956 Plaats: Rotterdam Stadion Feijenoord Toeschouwers: 11.000 Scheidsrechter: Karel van der Meer |                                                            |                    | 37' Rikkert La Crois 56' Heiko Wolda 63' Alie Kruger 80' Johnny de Grooth |
| Speelronde 4                                                                                              | NOAD                                                       | 2 – 1 (2 – 0)      | Hermes DVS                                                                |
| 1 juli 1956 Plaats: Tilburg Industriestraat Toeschouwers: 6.500 Scheidsrechter: Jan Bronkhorst            | Frits Louer 14' Jan Rombout 29'                            |                    | 54' Leo Janse                                                             |
| Speelronde 5                                                                                              | RCH                                                        | 1 – 0 (1 – 0)      | Hermes DVS                                                                |
| 4 juli 1956 Plaats: Heemstede Sportparklaan Toeschouwers: 6.000 Scheidsrechter: Andries van Leeuwen       | Maup Kruijer 33'                                           |                    |                                                                           |
| Speelronde 6                                                                                              | Hermes DVS                                                 | 4 – 2              | KFC                                                                       |
| 11 juli 1956 Plaats: Rotterdam Stadion Feijenoord Toeschouwers: 1.200                                     | Frans Mijnsbergen 35', 50' Cock van der Tuijn 48' Bep Zaal |                    | Andries Kok Dries Mul                                                     |
| Speelronde 7                                                                                              | GVAV                                                       | 3 – 0 (0 – 0)      | Hermes DVS                                                                |
| 15 juli 1956 Plaats: Groningen Oosterpark Toeschouwers: 13.000 Scheidsrechter: Bertus Ausum               | Alie Kruger 49' Johnny de Grooth 54', 60'                  |                    |                                                                           |
| Speelronde 8                                                                                              | Hermes DVS                                                 | Niet meer gespeeld | NOAD                                                                      |
| 18 juli 1956 Plaats: Rotterdam Stadion Feijenoord                                                         |                                                            |                    |                                                                           |

## Statistieken Hermes DVS 1955/1956

### Eindstand Hermes DVS in de Nederlandse Eerste klasse B 1955 / 1956
| Stand | Gespeeld | Gewonnen | Gelijk | Verloren | Punten | Doelpunten voor | Doelpunten tegen |
| ----- | -------- | -------- | ------ | -------- | ------ | --------------- | ---------------- |
| 1e    | 26       | 16       | 6      | 4        | 38     | 60              | 30               |

### Topscorers
| #                | Naam                           | Goal |
| ---------------- | ------------------------------ | ---- |
| 1.               | Frans Mijnsbergen              | 14   |
| 2.               | Cock van der Tuijn             | 10   |
| 2.               | Bep Zaal                       | 10   |
| 4.               | Frans van der Burg             | 7    |
| 5.               | Leo Janse                      | 4    |
| 5.               | Wim van Zuijlekom              | 4    |
| 7.               | Jan van der Gevel              | 3    |
| 9.               | Aad van Diest                  | 2    |
| 9.               | Janse                          | 2    |
| 11.              | Harry Broeders                 | 1    |
| 11.              | Willem van der Sloot           | 1    |
| Eigen doelpunten |                                |      |
| –                | Frans Beijer (Wageningen)      | 1    |
| –                | Harry Pennings (Zwolsche Boys) | 1    |
| Totaal           | Totaal                         | 60   |

| #      | Naam               | Goal |
| ------ | ------------------ | ---- |
| 1.     | Frans Mijnsbergen  | 3    |
| 2.     | Leo Janse          | 2    |
| 2.     | Cock van der Tuijn | 2    |
| 4.     | Bep Zaal           | 1    |
| Totaal | Totaal             | 8    |